# Chapelle Notre-Dame de Rieux
La chapelle Notre-Dame de Rieux est un édifice religieux de Toulouse (Haute-Garonne), inclus dans l’ensemble conventuel des Cordeliers qui fut à peu près totalement détruit au XIXe siècle. Il ne reste rien de l’architecture gothique de la chapelle, mais on a conservé une grande partie de sa décoration sculptée due à un artiste inconnu surnommé le « Maître de Rieux ».

## Histoire
Entre 1324 et 1343, Jean Tissandier, religieux de l’ordre franciscain qui est évêque de Rieux (1324-1348), commande la construction d’une église dans l’enceinte de l’ensemble conventuel des Cordeliers de Toulouse. Il la destine à être la chapelle du collège qu’il se prépare à établir à cet emplacement, et qui existe au moins jusqu’en 1398. Par la suite son successeur Pierre de Foix en fait une chapelle funéraire pour l’ancien évêque de Rieux et pour les religieux du couvent.
La chapelle est bâtie à l’est de la grande église des Cordeliers, dont elle est séparée du chevet par une distance de neuf mètres. La chapelle et la « grande église » sont consacrées en même temps, en 1343, par l’évêque de Rieux.
La chapelle mesure près de trente mètres de long, sur seize de large. La nef est flanquée de contreforts, entre lesquels sont établies des chapelles latérales éclairées par des baies quadrilobées. La construction en paraît identique à celle de la grande église conventuelle, en brique, la pierre étant réservée à une abondante ornementation sculptée. La nef reçoit la lumière par des baies doubles ornées de sculptures et de vitraux, et encadrées par des arcs en ogive. Le portail est richement orné dans le style gothique. Le clocher de plan carré est placé au nord et est surmonté d’une flèche. Le chevet est polygonal.
L’intérieur est divisé en travées selon le schéma déterminé par les contreforts extérieurs. Les voûtes croisées d’ogives retombent soit sur des colonnes par l’intermédiaire de chapiteaux, soit sur des consoles à figures. Les nervures se rejoignent sur des clés timbrées d’armoiries. Tout le long de la nef, entre les chapelles, et entre deux colonnes, sous des dais sculptés, des statues représentent des apôtres ou des saints franciscains : saint François d’Assise, saint Antoine de Padoue, saint Louis d’Anjou (évêque de Toulouse), etc.
À droite du maître-autel, un monument formé de colonnettes soutenant un arc en ogives, se trouve la statue-gisant de Jean Tissandier, œuvre importante parfois considérée, avec une autre statue de Jean Tissandier en fondateur de la chapelle, comme les prémices du retour du portrait depuis l’Antiquité.
Le sculpteur connu sous le seul surnom de Maître de Rieux opère entre 1330 et 1350 pour réaliser la série des sculptures dites le cycle de Rieux, considérées comme un témoignage majeur de la sculpture médiévale languedocienne.

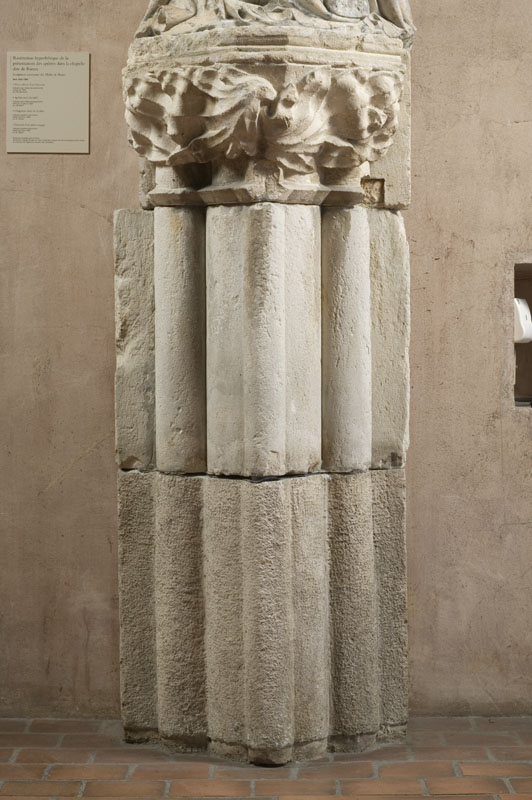
Élément de pilier
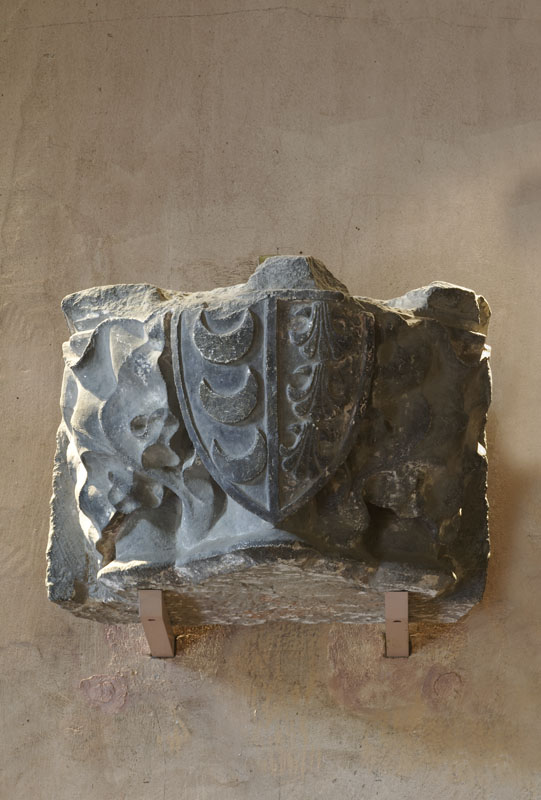
Chapiteau portant les armes de Jean Tissandier
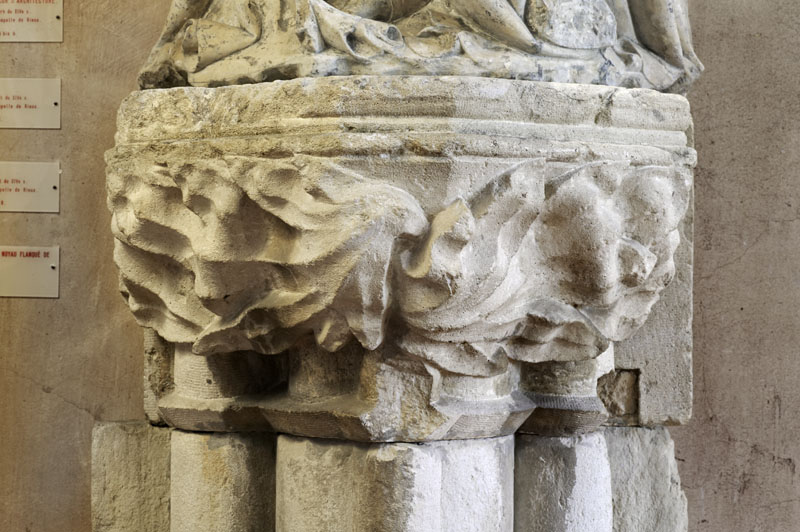
Chapiteau à deux feuilles
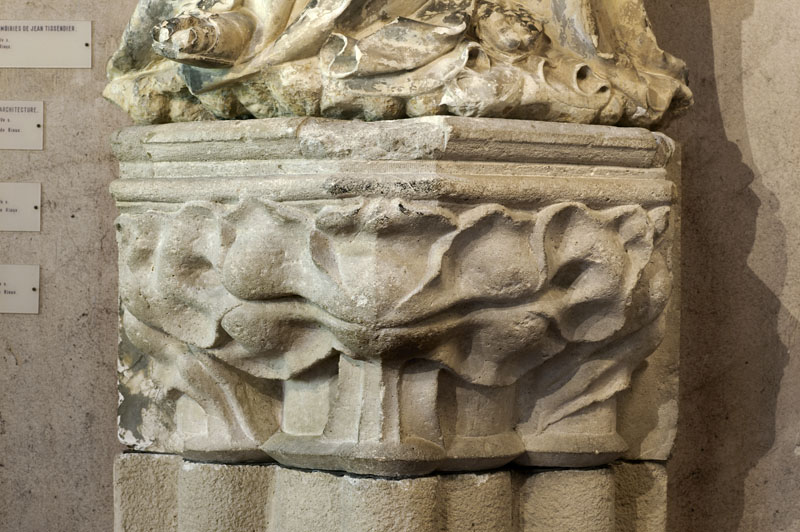
Chapiteau à trois feuilles
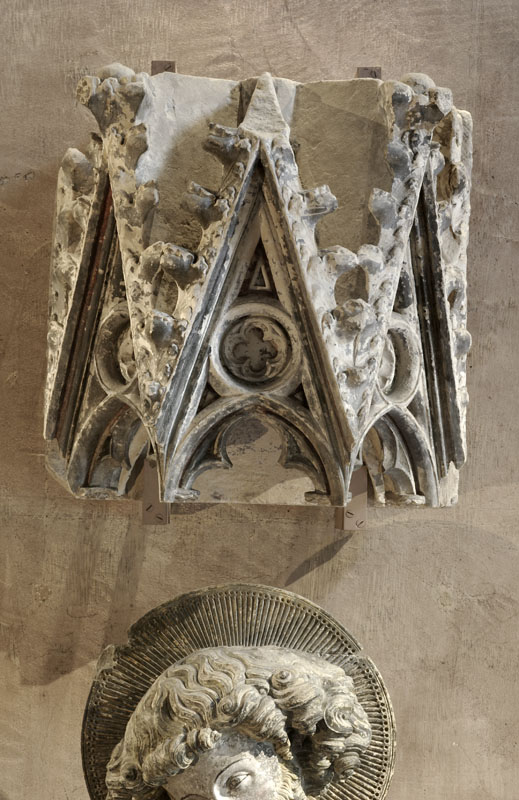
Dais à décor d’architecture

## Destruction
À la Révolution, en 1794, les bâtiments du couvent des Cordeliers sont vendus comme biens nationaux. La grande église trouve une utilité comme prison, puis magasin de fourrages pour l’armée, ce qui lui donne un sursis avant l’incendie de 1871 qui mènera à sa démolition totale en 1874. Les autres bâtiments disparaissent, et c’est le cas de la chapelle de Rieux, démolie en 1804 sous prétexte d’alignement de la rue du Collège de Foix. Le sculpteur François Lucas, premier conservateur du musée des Augustins, parvient à sauver la majeure partie du mobilier décoratif de la chapelle, et en particulier les statues du cycle de Rieux. Les statues de la Vierge et du Christ, vendues, sont aujourd’hui au musée Bonnat de Bayonne. D’autres interventions, celle de son successeur, l’archéologue Alexandre Du Mège, ou celle du peintre et verrier Victor Gesta, un peu plus tard, auront permis de sauver un maximum d’éléments.

## Sculpture

### Le Maître de Rieux
On appelle Maître de Rieux le sculpteur non clairement identifié qui, entre les années 1330 et 1350 a produit le cycle de Rieux et qui a fortement influencé la sculpture gothique languedocienne.

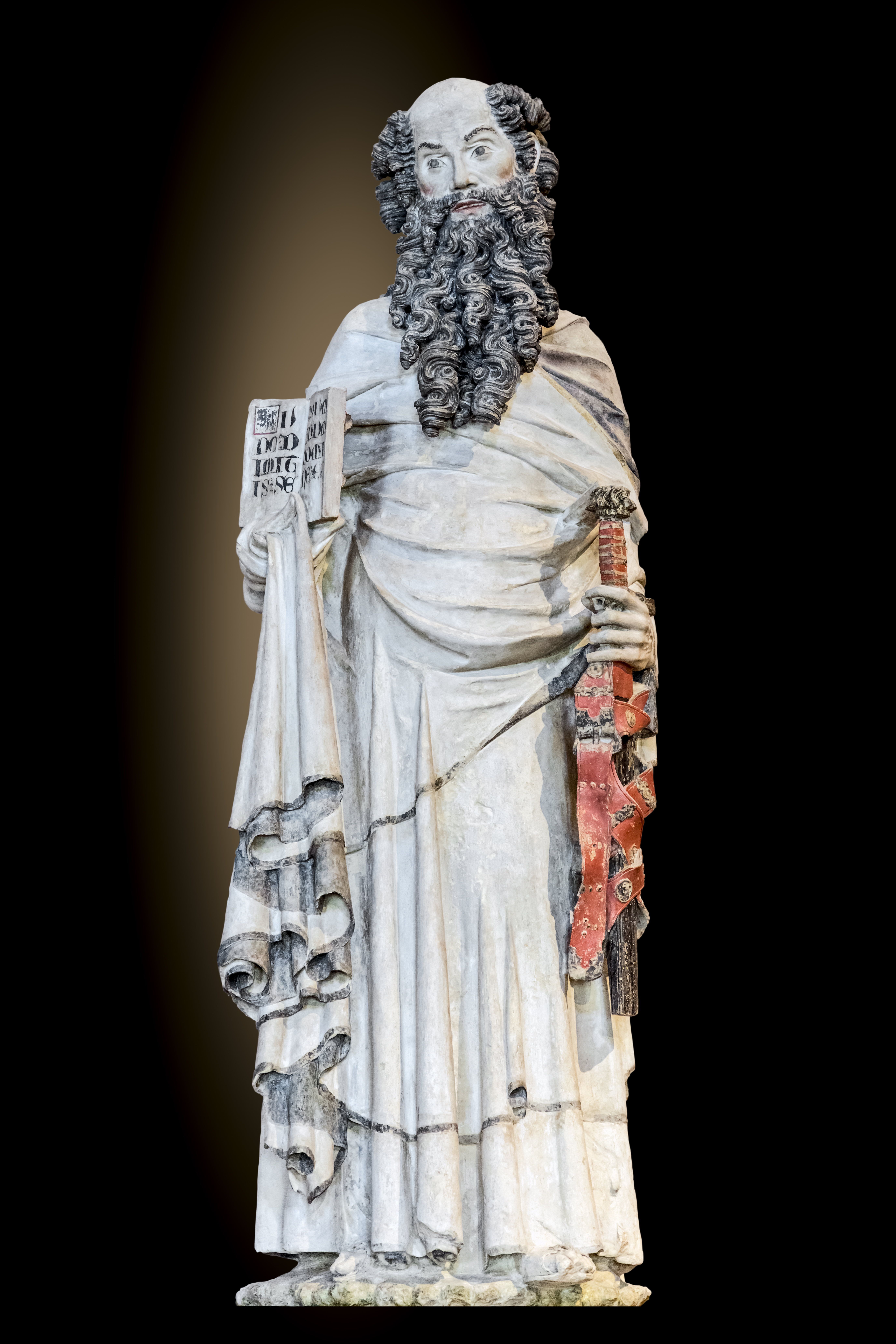
Saint Paul
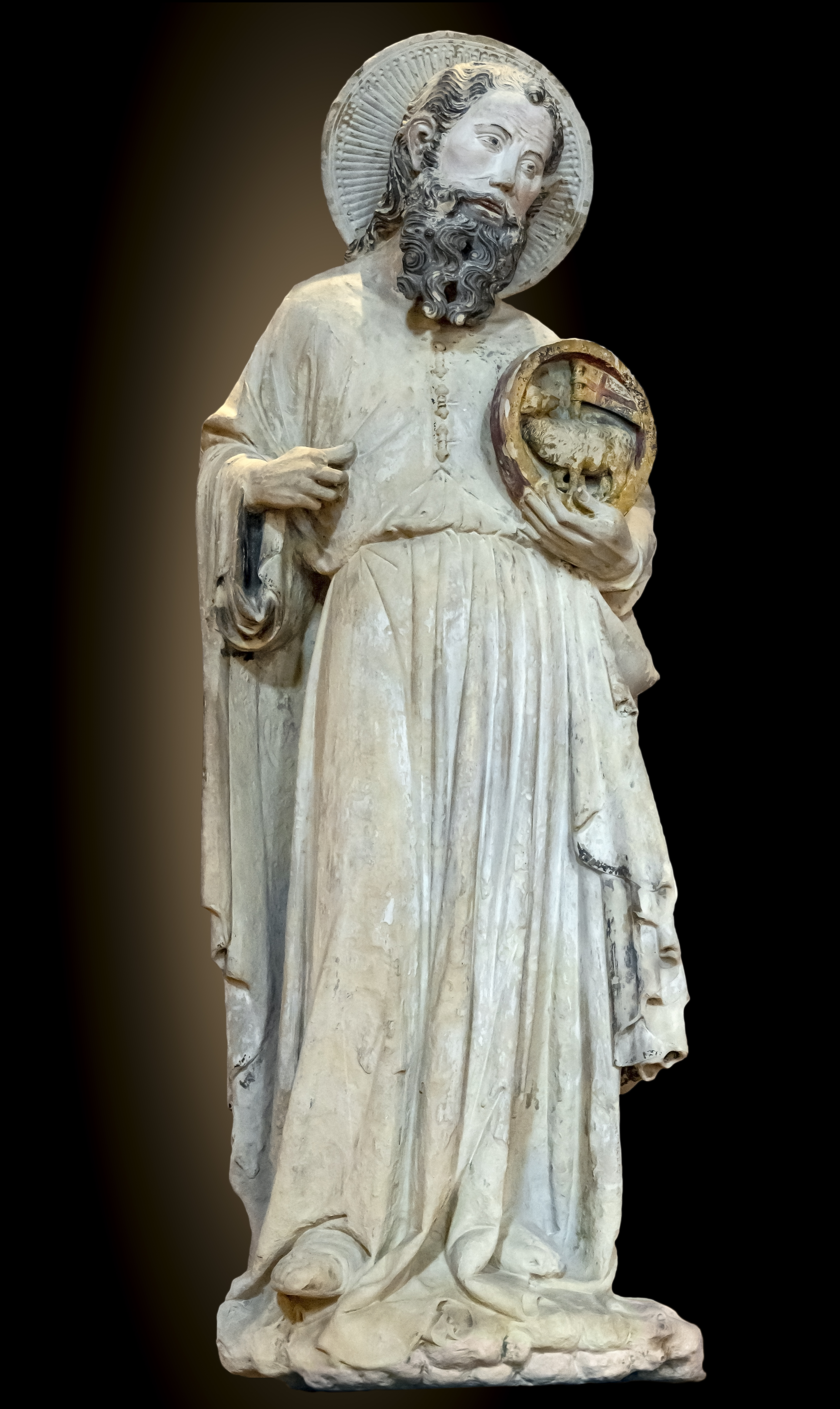
Saint Jean-Baptiste
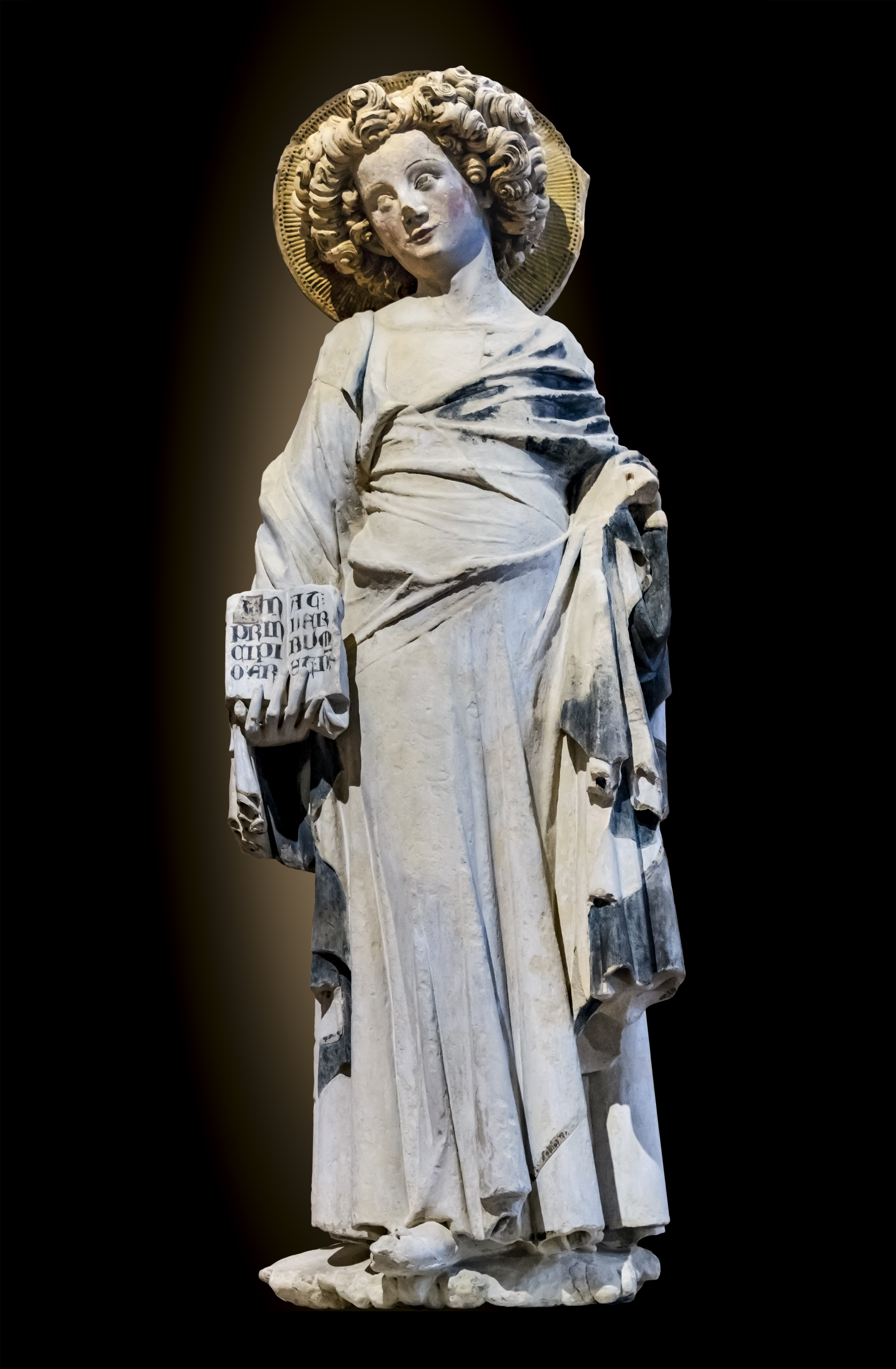
Saint Jean l'évangéliste
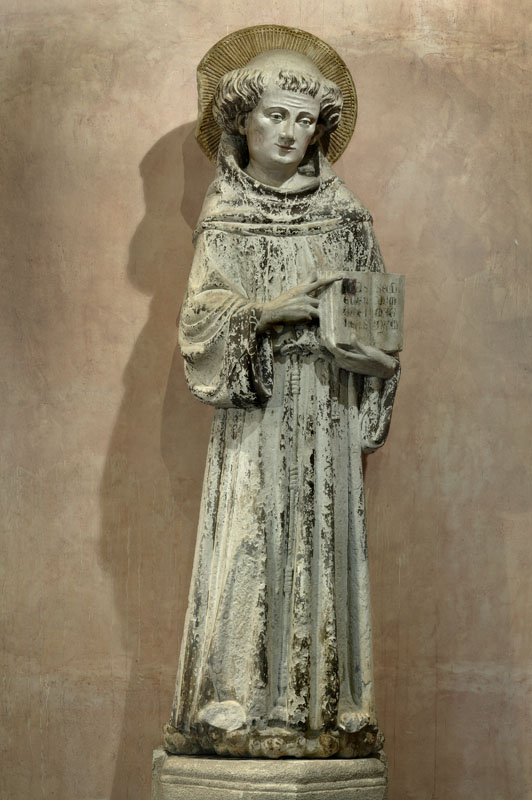
Saint Antoine de Padoue
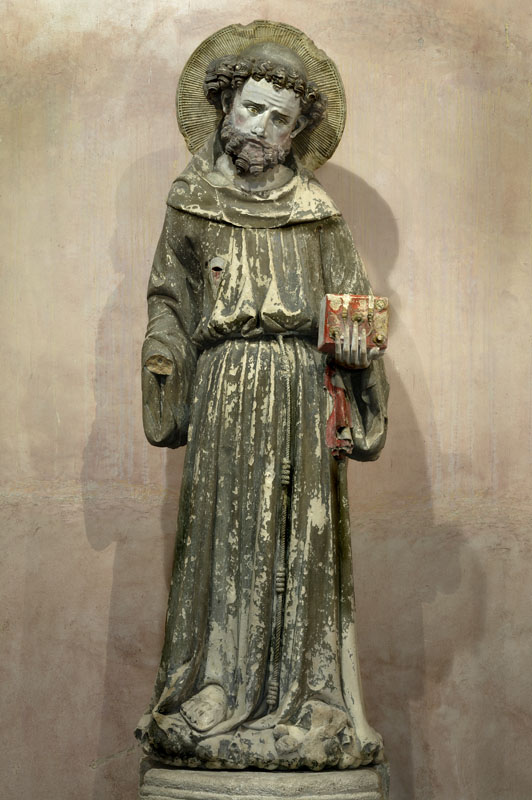
Saint François d’Assise
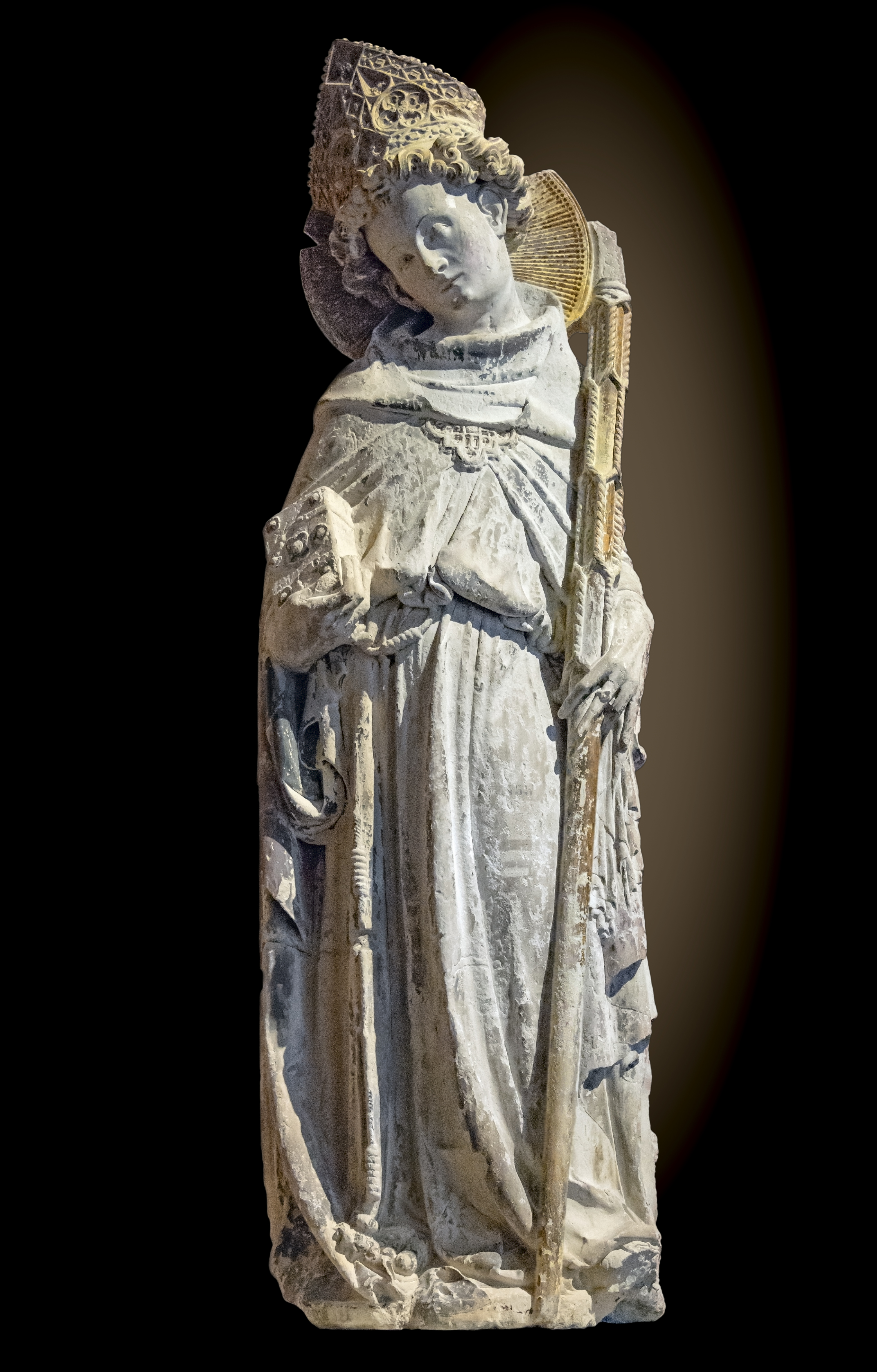
Saint Louis de Toulouse
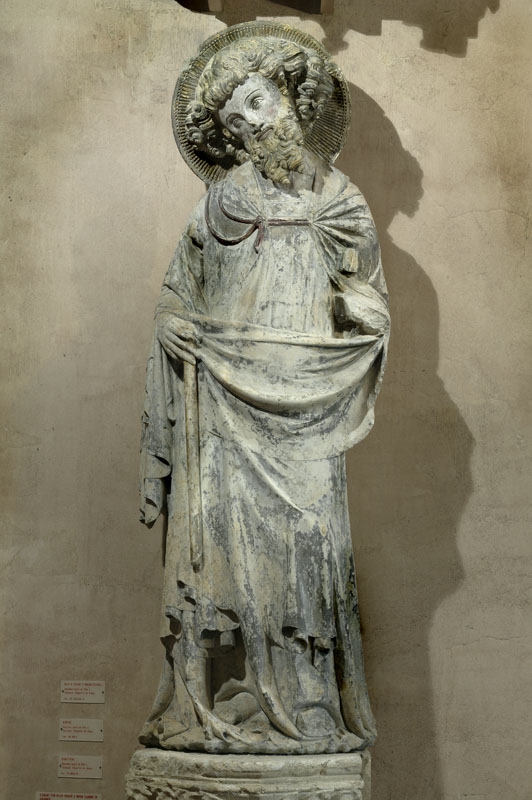
Apôtre
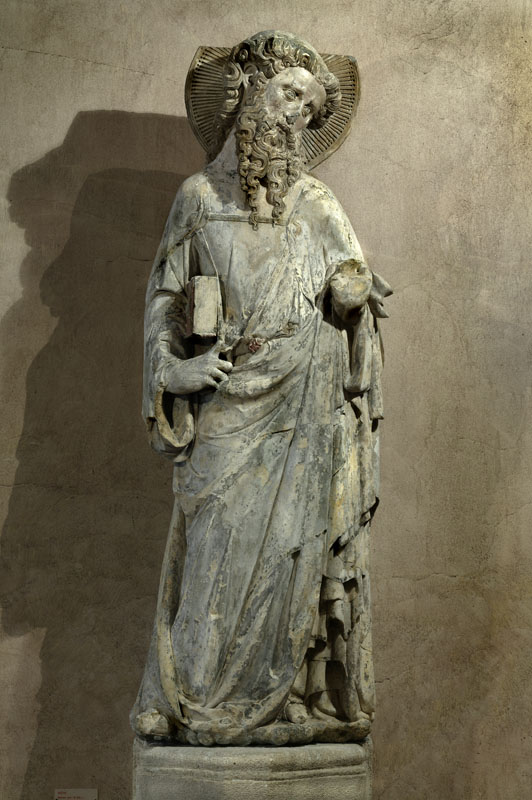
Apôtre